# تپه کلاته آقا
تپه کلاته آقا در ۵ کیلومتری شرق تایباد، روستای کلاته حضرت واقع شده و این اثر در تاریخ ۵ تیر ۱۳۸۴ با شمارهٔ ثبت ۱۱۹۳۲ به‌عنوان یکی از آثار ملی ایران به ثبت رسیده است.